# A The Longest Journey világa
A The Longest Journey univerzumát két, egymással párhuzamos, úgynevezett ikervilág alkotja. Ez a két világ Stark és Arcadia, a világokra pedig az Egyensúly vigyáz. A játék két világát a GameSpot a 10. legjobb videójáték-univerzumnak találta.

## Történelem
A két világ valaha egy világot alkotott a Földön. Egyensúlyban volt a mágia és a tudomány, de mikor az emberek kezdték saját, önző céljaikra fordítani őket, hirtelen felgyorsult a fejlődés, ez pedig majdnem katasztrófát okozott. A kor hat legnagyobb tudósa és hat legnagyobb varázslója a Draic Kin segítségével szétválasztotta a két világot az i. e. 10. évezredben. A mágia birodalma maradt Arcadia, a tudományé pedig Stark lett. A Szétválasztás (Divide) után egy fiatal nőt bíztak meg, hogy ezer éven át vigyázzon az Egyensúlyra, ő lett az Egyensúly 1. Védelmezője.
Manapság a Szétválasztást a két világ közti falnak a megnevezésére szokták használni, amin csak a Shifterek képesek átutazni a Draic Kinnel együtt. A szétválasztás után az Egyensúly Őrszemeinek fele Starkban, a másik felük pedig Arcadiában élt, és a négy Draic Kin közül kettő átutazott Starkra, kettő pedig Arcadiában maradt. Később azonban a starki Őrszemek összevesztek arcadiai társaikkal, és célul tűzték ki, hogy a világok újraegyesítésén fognak dolgozni. Ezekből az Őrszemekből alakult meg később a Vanguard, melynek a vezetője Jacob McAllen lett, a Zöld Kin.
Stark tudományra és logikára épülő világában az emberek már csak meseként gondolnak Arcadiára vagy még nem is hallottak róla és az Egyensúlyról, az arcadiai polgárok tudnak Stark létezéséről. Kevés ereklye jutott át a Szétváláson, de April Ryan Abnaxus házában megtalálja a Gyűrűk Ura trilógiát, és nyer egy zsebszámológépet is.
A Draic Kinek jövendölés szerint a két világ egyesülése elkerülhetetlen lesz 13 ezer év múlva, mert az Egyensúly nem tart ki tovább. Lady Alvane történetéből kiderül, hogy az Egyensúly Háborúja után, a 13. Védelmező uralkodása alatt be is következett.

## Arcadia

April Ryan Arcadiában.

Arcadia egy fantasy világ. Arcadia ad otthont sok kevésbé emberszerű teremtménynek, az ősi titkoknak és a mágiának. Arcadia egyik központi része a Marcuria nevű kikötőváros, ahol megtalálható az Egyensúly Őrszemeinek a rendje, és temploma.
Az országot, mely Arcadia központjának nevezhető, Ayredének hívják. Ayredében ülésezik a 13 miniszter – Abnaxus a Venar képviselője, aki meg is jegyzi hogy a 13-as egy bűvös szám Arcadiában – és többnyire Arcadia minden lénye közül él ott valaki. Ayredetől nyugatra van a Tyren nemzete, a barbár tyren faj otthona, nyugatra pedig Corasan, a Tűz Oszlopainak otthona. Északra vannak a Határ-hegyek, azokon túl pedig Venar található. Ayredétől délre van Marcuria, a kikötőváros. Marcuriától délre van a Dalok Tengere (Sea of Songs), rajta Alais szigete, az alatien (alais-i) nép, az orlowolok és a pálcikák otthona. A tenger alatt él a sellőszerű maerum nép. A tengertől délre található meg a gigantikus Bakshe'va sivatag, mely egy hajdani birodalomról kapta a nevét. A tengertől délnyugatra pedig a Ge'eni Királyság található.
Arcadia közös nyelvét (Alltongue) odafigyeléssel lehet elsajátítani. Az arcadiaiak közül szinte mindenki tisztában van Stark létezésével, bár vannak akik hisznek benne és vannak akik nem. A mágiától rettegő emberek "álmaik Mekkájaként" emlegetik Starkot, ahol nem kell rettegniük a varázslattól, és ahol csak a logika és a tudomány számít.

## Stark

Newport, Stark egyik ipari metropolisza.

Stark a tudomány és logika világa, az a világ amelyben mi is élünk. Míg Arcadia egy fantasy világra emlékeztet, addig Starkban cyberpunk elemekre bukkanhatunk. A The Longest Journeyben Starkból szinte csak Newportot láthattuk, a Dreamfallban már ellátogathatunk Casablancába, Szentpétervárra és Japán WATI City nevű kitalált városába is.
Miután az Összeomlás végbement, Starkban visszafejlődött a technológia. Képtelenek voltak használni a fénysebességet és az Anti-gravitációs technológiákat, így elvesztették a kapcsolatot az évek alatt kiépült kolóniáikkal is, melyek más bolygókra települtek. Létrehozták a Wire nevű Internethez hasonló hálózatot, és létrejött az EYE nevű bűnüldöző szervezet is. Az EYE azonban a hálózaton keresztül az emberek magánbeszélgetéseit is le tudta hallgatni, így aki tehette, leárnyékoló programokat telepített a mobiltelefonjába, megőrizve a magánéletét.
Arcadiánban nem történt technológiai változás, kivéve a gőztechnológiákkal rendelkező Azadi Birodalom felbukkanását.

## Egyéb világok
A két nagy ikervilág Arcadia és Stark, de vannak kisebb, elhanyagolható párhuzamos világok is. Ilyen például Lady Alvane háza, ahová April is menekült a Vanguard emberei elől. Létezik még a Cselekmény, ahol a Vándor él, és ahol Brian Westhouset foglyul ejtette az Undreaming nevű lény 1933-ban.

## Shifter
Noha a Szétválasztáson lehetetlen átjutni, vannak olyanok, akik képesek utazni a világok között. Őket nevezik Shifternek (Váltó). A Shifterek képesek portálokat, ún. "váltásokat" megnyitni, amelyeken átjutva egy párhuzamos világba érkeznek. Ezek a portálok ránézésre kéken ragyogó hasadékok, és más nagy mágikus hatalommal rendelkező lények (Draic Kin), vagy akár tárgyak (April zsebórája) is képesek megnyitni őket.
Minden Shifternek meg kell tanulnia az akaratával irányítani a képességét, noha gyakorlás nélkül is képesek megnyitni a portálokat. April Lady Alvane tanácsára azzal próbálkozik, amihez a legjobban ért: a festéssel. Mágikus képességeik ellenére egy Shifternek nem muszáj Arcadiában születnie, hisz April Ryan is egészen 18 éves koráig  Starkban élt, és Adrian is Starkban született. A váltás némileg megzavarja az Egyensúlyt, ez az oka annak hogy kevés Shifter létezik.
A világok közt való utazásnak két másik formája is ismert. Brian Westhouse, ki Marcuriában él Arcadiában, a tibeti szerzetesek egy rítusával jutott át a Cselekménybe, ahol az Undreaming megtámadta, majd háromszáz évig fogva tartotta. Saját bevallása szerint ez egy időigényesebb, és kevésbé kényelmes megoldás. Zoë Castillo Álmodóként nem a testét, hanem egy úgynevezett avatarját küldi át Arcadiába, míg a teste éppen pihen. Zoë erős drogok hatására, elkábultan képes váltani a világok között.

## Draic Kin
A Draic Kinek vagy szimplán Kinek sárkányszerű földönkívüli lények, és fontos szerepet játszanak az ikervilágok életében. A Szétválasztást is egy Kin javasolta Arcadia vezetőinek. A Kinek évezredekig is élhetnek, de nem halhatatlanok. A Szétválasztás óta négy Kin ismert, kettő Starkban, kettő pedig Arcadiában él az Egyensúly miatt. Mivel April anyja a Fehér Kin volt, így feltételezhetően April maga is egy Draic Kin. A Kinek kivétel nélkül szeretnek rejtélyesen beszélni.

### Vörös Kin
A Vörös Kin, emberi nevén Cortez vagy Manny Chavez egyike a két Starkban élő Kinnek. Cortez nagy érdeklődést mutat az emberi kultúrák iránt, és kedveli a régi filmeket, zenéket és a művészeteket. Cortez egy rejtélyes, különc öregember alakját magára öltve, spanyol akcentussal beszél. A későbbiekben ő lesz April Ryan mentora.
Ragnar Tørnquist megerősítette, hogy Cortez vissza fog térni a játék epizodikus folytatásában, a Dreamfall Chaptersben.

### Zöld Kin
A Zöld Kin, emberi nevén Jacob McAllen, vagy a Fehér Bíboros, ahogy a Voltec Temploma (valódi nevén a Vanguard) nevű vallási hullám vezetőjeként nevezik. Ő a második Starkban élő Kin. Jacob McAllen vezeti a Vanguardot, mely renegát Őrszemekből áll, kiknek az a céljuk hogy egyesítsék az ikervilágokat. Jacob Stark legerőteljesebb politikai vezetője, ki Cortezzel ellentétben világuralomra akar törni, és szent meggyőződése hogy az emberek politikai életbe bele kell avatkoznia. Jacob az első rész főellensége, ki elfogta a lehetséges Védelmező jelölteket, hogy saját jelöltjét. Gordon Hallowayt ültethesse a trónra.

### Fehér Kin
A Fehér Kin egyike a két Arcadiában élő Draic Kinnek, és ő az egyetlen nőstény Kin. Emiatt még Anyának is szokták nevezni. Ő April Ryan biológiai édesanyja, kitől April feltehetően örökölhette a Shifter képességeit. A Fehér Kin a Káoszörvény ellen folytatott harcban kimerül, és April szeme láttára meghal. Azonban újjászületik a lányában, kit April "húgának" nevez.
A lánya tíz év alatt felnő, emberi alakban egy fiatal, hosszú ősz hajú lány alakját ölti magára. Az ifjabbik Fehér Kinre a Sötétek vigyáznak, és a könyvtárukban szállásolták el. A fiatal Kin a Dreamfallban tűnik fel, és segít Aprilnek és Zoënak is. A játék végén azonban valaki – kinek felismerte az arcát – megtámadja őt.

### Kék Kin
A Kék Kin, vagy ahogy mások nevezik, az Öreg Isten a második Arcadiában élő Draic Kin. A Kék Kin a Dalok Tengerének mélyén él, és a maerum – és talán az alaisiek is – istenként tekintenek rá, míg az Öreg Isten "gyerekeiként" tekint a két fajra. A Kék Kin az egyetlen, ki nem mutatta meg az emberi alakját Aprilnek, és az ő sárkány-formája a legnagyobb. Jellemét tekintve ő a legpasszívabb és a legmogorvább a négy Kin közül. Nem érdekli őt az ikervilágok sorsa, sem pedig az Egyensúly. Várja a legmegfelelőbb alkalmat arra, hogy gyermekeivel együtt visszatérhessen a csillagok közé. Erős kapcsolata van a Sötétekkel.

## A Védelmező
A Védelmező egy ember, ki kriptobiózisszerű állapotban él a Védelmező Birodalmában, egy torony belsejében. A Védelmező feladata hogy a tudomány és a mágia közötti egyensúlyt fenntartsa. A Védelmezők ezerévenként váltják egymást, és amennyiben az új Védelmező nem váltja fel azonnal a régi helyét, az Egyensúly bomlásnak indul, és a két világ megsemmisül.
Fontos, hogy az előző Védelmezőnek magának kell megtalálnia az utódját. Az utódnak teljesítenie kell három próbát, mielőtt eljutna a Védelmező Tornyáig. Először a mágikus erejét kell próba alá vetnie, utána szembe kell néznie a szívében lakozó legsötétebb félelmével, és végül a találékonyságáról kell tanúbizonyságot tennie. Ha szükséges, az előző Védelmező eligazítja utódját, és ő jelen van, amikor az utódját magába fogadja az Egyensúly.
A The Longest Journeyben April legfontosabb feladata, hogy felkutassa a 12. és a 13. Védelmezőt. Vestrum Tobias szerint ő (April) az Egyensúly következő Védelmezője, de a játék legvégén kiderül, hogy az igazi védelmező Gordon Halloway, Jacob McAllen pribékje.